# Barton Boiler Company
Barton Boiler Company war ein US-amerikanischer Hersteller von Automobilen.

## Unternehmensgeschichte
Das Unternehmen aus Chicago in Illinois stellte ursprünglich Dampfkessel her. 1903 fertigte es zwei Dampfwagen nach Kundenaufträgen. Der Markenname lautete Barton. Es ist nicht bekannt, wann das Unternehmen aufgelöst wurde.

## Fahrzeuge
Ein Dampfmotor trieb die Fahrzeuge an. Es war ein Zweizylindermotor von Mason mit 7,5 PS Leistung. Der Brenner kam von Burnell. Die offene Karosserie war ein Tonneau.